# Figurado de Barcelos

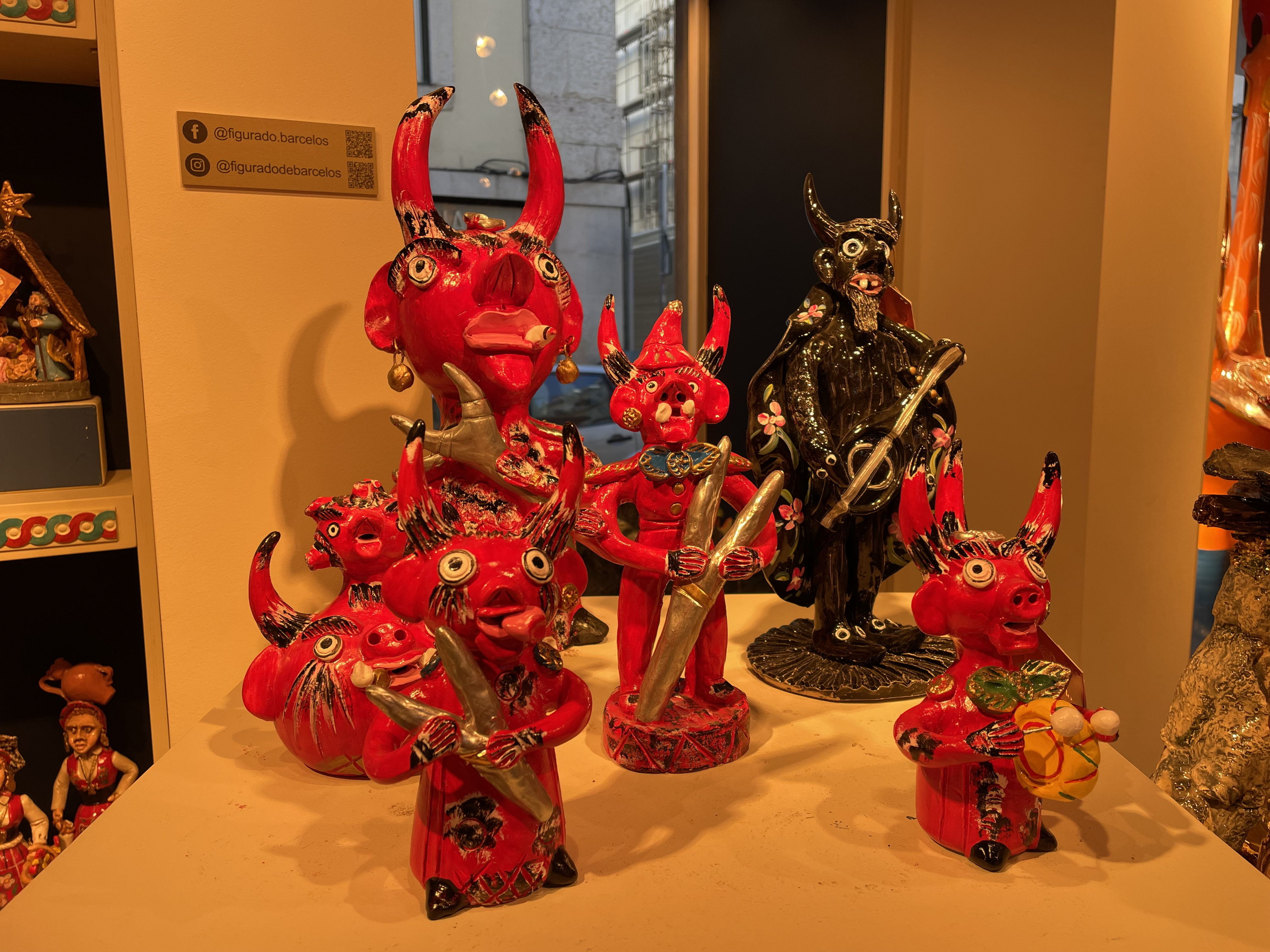
Figurado de Barcelos

O Figurado de Barcelos é uma arte incontornável, constituindo-se como uma das maiores produções tradicionais de Portugal, em virtude da relevância que o trabalho no barro adquiriu ao longo dos séculos e da sua ligação às gentes e à região.
A produção do figurado começou, em Barcelos como noutros locais do país, como atividade subsidiária da olaria, usando pequenas porções de barro e ocupando os espaços deixados livres no forno pelo encastelado de peças de grandes dimensões. Eram pequenas figuras representando pessoas e animais, em cuja base era colocado um apito ou instrumentos musicais (gaitas, ocarinas, rouxinóis, cucos...). A sua função era unicamente lúdica.
Com o passar dos tempos, esta produção foi ganhando relevância e assumindo características muito peculiares, afirmando-se e adquirindo um estatuto próprio, autónomo, que não mais parou de nos surpreender. Saindo do anonimato, o figurado assume-se gradualmente como atividade artística, fazendo crescer as figuras e dando notoriedade aos seus autores artesãos que passam a assinar as peças.
As histórias dos bonecos e das gentes que, com alegria, perspicácia, audácia e algum sarcasmo, tornaram o figurado de Barcelos uma referência do artesanato português.

### Famílias de artesãos de Barcelos
- Família Baraça: Manuel Valada, nascido a 3 de Maio de 1880 em Galegos de Sta.Maria , proveniente de uma família de origem barrista. Foi pai da conceituada artesã Ana Baraça e dedicou-se à feitura de cerâmica rústica destinada a usos domésticos  Ana Baraça, nasceu a 26 de Maio de 1904, com 7 anos fez as suas primeiras peças, e aos 15 já colocava as suas próprias criações no forno do pai. Faleceu a 27 de Maio de 2001 ,com 97 anos deixando para trás uma vida feita de barro.  Fernando Baraça, felizmente a arte de Ana Baraça não partiu com ela , o seu saber foi transmitido aos seus 2 filhos, Rosalina (hoje afastada da arte ) e Fernando que tal como a mãe também iniciou a arte ainda menino. A paixão pelo barro, levou-o a dedicar-se totalmente à feitura de artesanato.  Irmãos Baraça, os 3 filhos de Fernando Braça também partilham da mesma paixão e arte. Hoje, Vitor e Moisés , são os Irmãos Baraça que dão continuidade à obra iniciada pela avó, Ana Baraça. Foi com ela que desde cedo deram os primeiros passos.
- Família Côto Domingos Côto, nasceu em 1877, em Galegos de Santa Maria e morreu aos 71 anos. Segundo diversos autores, terá sido Domingos Côto, o autor do primeiro Galo de Barcelos. Casou com Emilia Maria de Faria, com quem teve 8 filhos.  Rosalina Pereira, casou com Domingos Côto (segundo casamento) construiu uma nova vida ligada à arte popular. Deixou-se deslumbrar pelos encantos do barro. Nasceu  a 24 de Maio de 1901. Filha de Domingo Côto, deixou-se desde cedo seduzir pelos encantos do barro  João Côto, filho de Domingos Côto, nasceu a 10 de Agosto de 1912. A arte de moldar barro foi-lhe transmitida pelos pais, aos 15 anos tornou-se rodista.  Antonio Côto, nasceu em Galegos, no dia 15 de Maio de 1913. Herdou do seu pai o talento de criar através do barro. Casou com Maria Sineta, ilustre artista do figurado barcelense.  Maria Sineta, nasceu a 6 de Abril de 1915. Aprendeu com os seus pais a arte do figurado e os encantos da arte. Fez as suas primeiras peças aos 7 anos. Casou com 20 anos com António Côto.  Júlia Côta, filha de Rosa Côta e neta de Domingos Côto, entrou cedo na arte da argila ajudando a sua mãe e aprendendo com ela. Hoje com 88 anos recria o mundo nas suas figuras há mais de 70 anos.
- Família Mistério Mistério, o “Mistério” nasceu a 29 de Agosto de 1921. A alcunha “Mistério” deveu-se ao facto do artesão, enquanto criança ser tão débil que todos diziam ser um mistério continuar a viver. Inicialmente fazia coisas simples, juntamente com a avó para vender na feira em Barcelos. Casou no dia 4 de Março de 1944 com Virgínia Concelhos Esteves, onde foram frutos desta união 12 filhos.  Mistério (Filhos), dos 12 filhos, apenas 2 fizeram do artesanato a sua vida . Manuel Joaquim Esteves Lima, nascido em 1961 e Francisco nascido em 1964 dão continuidade ao legado do pai. Ambos herdaram do mesmo, o génio criativo e o estilo inconfundível nas suas criações.
- Família Ramalho Rosa Ramalho, nascida em 1988, começou a mexer no barro por volta dos 7 anos. Depois de casar abandonou a arte , voltando perto dos seus 60 anos a moldar o barro, a partir daí começou a fazer a romaria das feiras onde as suas peças começaram a despertar atenções.  Julia Ramalho, neta de Rosa Ramalho, nasceu  3 de Maio de 1946, soube desde cedo criar e dar vida às suas próprias peças. É visitada por pessoas e televisões de vários países, daí que os seus trabalhos sejam reconhecidos pelo mundo.  António Ramalho, filho de Júlia e bisneto de Rosa Ramalho, nasceu em 1969, acompanha a sua mãe nas feiras de artesanato. Com o objetivo de dar continuidade à arte da sua bisavó , António exprime uma grande ligação com o barro .  Teresa Ramalho, nasceu em 1970, filha de Júlia Ramalho e bisneta de Rosa Ramalho, vive o amor pelo barro no seu tempo livre. Guarda a paixão pelo barro que nutriu da família, assim com as suas primeiras criações.

Em 2008 o Município de Barcelos iniciou o processo de e foram certificadas as primeiras peças do Figurado de Barcelos, atualmente são 28 os artesãos  (UPA'S) a que o organismo de certificação (OC) ACertifica ,com certificação do FIGURADO de BARCELOS permite informar o consumidor que está perante uma produção artesanal, com especificidades e características diferenciadoras que a fazem distinta das outras produções de figurado do país e do mundo, associada a um importante legado sócio-cultural.